# Mehmed III Giray
Mehmed III Giray (1584—1629) fou kan de Crimea (1623-1628). Era germà de Selamet Giray i va substituir a Canibek Giray que fou deposat el 1623. Va nomenar khalgay al seu germà Shahin Giray i nureddin a Ahmed Giray. El primer estava exiliat a la cort del xa Abbas el Gran a Pèrsia i va retornar.
La història d'aquest Ahmed és complicada: Fetih Giray quan era khalgay de Ghazi II Giray, va rebre com a regal la fill d'un notable polonès (potser Maria Potoska segons Van Hammer); Fetih la va cedir a un ancià de nom Hajji Ahmed, i li va encarregar retornar-la al seu pare; un dia Fetih va saber que la captiva havia tingut un fill i el va felicitar pel seu naixement deixant entendre de manera irònica que n'era el pare (cosa que li va costar un càstig); Fetih va donar ordes de matar el fill i al marit de la noia, però aquests van poder fugir i el noi va créixer com un pastor anònim de nom Mustafà; quan fou més gran, Mehmed i Shahin, que eren encara joves, sabent el seu origen el van adoptar i li van donar el nom d'Ahmed i el 1623 el van nomenar com a nureddin, cosa que va molestar a la resta de la família (de fet van fundar una línia separada de la família anomenada Choban Giray o Giray Pastors).
Va atacar als enviats russos que retornaven de Constantinoble via Crimea als que Shahin va fer matar. Un astròleg havia anunciat que l'imperi del món recauria sobre la persona el nom de la qual fou també la d'un ocell i Shahib (que vol dir Falcó) va associar la profecia amb ell mateix i amb el seu germà es van preparar per marxar contra Adrianòpolis reunint un gran exèrcit. Però abans de poder fer res la Porta va decretar la destitució de Mehmed i la restauració de Canibek Giray que va arribar a Feodòssia escortat per dues galeres i el kapudan pasha Rejeb Pasha (i altres) van escriure als notables de Crimea convidant a respectar la decisió del sultà. Mehmed va rebre el govern de Morea i Shahin el d'Hercegovina, però es van negar a acceptar-los i es va iniciar la guerra. Mehmed i Shahin van atacar Kaffa i el setge va durar dos mesos (en els quals Ahmed Giray va morir en combat) i per manca d'aigua Redjeb va haver de negociar; els assetjants eren més de cent mil incloent uns 800 cosacs i Redjeb va haver d'acceptar a Mehmed com a kan i Canibek Giray (i el seu germà Devlet Giray) foren retornats al sandjak de Chermen.
Però els nogais no es van donar per satisfets i van atacar als otomans als que van derrotar completament causant nombroses baixes i fent un miler de presoners i un botí considerable que incloïa 70 peces d'artilleria. Els tàtars van ocupar Kaffa i Redjeb Pasha va negociar la restitució de la ciutat i després de dures negociacions, als 8 dies els tàtars van abandonar la població. El kapudan Pasha va retornar a Constantinoble.
Però l'entesa amb els nogais no va durar. Un cap nogai de nom Kiafa fou trobat amb una carta de Canibek Giray, i executat i va seguir l'execució de quasi tots els membres de la família de Kantemir Mirza, el mirza principals dels nogais, tribu Mansur. L'esposa embarassada de Kantemir fou rostida a foc lent de manera que el fetus fos expulsat a les flames. Aquestos nogais sembla que ocupaven la moderna Bessaràbia doncs Shahin va assolar els districtes d'Akkerman, Kilia, Izmaïl i Guirgevo; va intentar també ocupar Babadagh, però fou atacat per Kantemir amb 30.000 tàtars de la Dobrudja i derrotat, tenint les seves forces milers de mort. El 1627 Kantemir, d'acord amb el seu cosí Selman Mirza, va assetjar Bagchi-Sarai però Mehmed va contractar als cosacs (als que a més va donar llibertat de saqueig) i Kantemir es va haver de retirar després de 20 dies de setge i es va refugiar a Kaffa. on va reagrupar a la seva gent.
El 1628 la Porta, que no podia controlar al kan i al khalgay, però els necessitava en la lluita contra Polònia, els va convocar a la guerra, i van acudir. Al creuar el Dnièper foren afectats per una turmenta i es diu que van morir milers dels 40.000 soldats. Mehmed Giray va protestar per ser inclòs a la pau amb Polònia sense que li fos reconegut el tribut anual que reclamava de 10.000 thalers. Mentre Kantemir va intentar un nou atac des de Kaffa però fou derrotat i va perdre dos mil homes. Ja llavors la Porta havia decidir deposar Mehmed i restaurar a Canibek Giray, al que va enviar al país amb la fota turca.
En acostar-se la flota, Mehmed es va retirar cap al Don i va obtenir el suport dels cosacs mentre Canibek Giray era proclamat kan. El 1629 amb el suport dels cosacs, Mehmed III Giray va retornar a Crimea i va entrar a Fehrkerman. Canibek Giray el va anar a trobar i el va derrotar i el hetman dels cosacs va morir a la lluita (el seu cap fou exhibit per un temps a la muralla de Kaffa); els cosacs es van indignar amb Mehmed quan van veure que no tenia suport al país (quan havia assegurat que en tenia molt), i el van matar. Shahin va fugir a Circàssia i més tard a Constantinoble on va demanar el perdó i fou enviat desterrat a Rodes.